# Су-Ту-Транг
Су-Ту-Транг (Білий Лев) — офшорне газоконденсатне родовище у в'єтнамському секторі Південно-Китайського моря. Належить до нафтогазоносного басейну Куу-Лонг та розташоване в одній групі з нафтовими родовищами Су-Ту-Ден, Су-Ту-Ванг та Су-Ту-Нау (Чорний, Золотий та Коричневий Леви відповідно).

## Характеристика
Родовище відкрили у 2003 році в офшорному блоці 15-1, який знаходиться за дві сотні кілометрів на північний схід від Хошиміну та за шістдесят кілометрів від узбережжя. Після цього значущість відкриття підтвердили трьома оцінними свердловинами. На тестуванні у 2005-му родовище показало результат в 2 млн м3 газу та 8,5 тисячі барелів конденсату на добу. Поклади вуглеводнів пов'язані з пісковиками епохи олігоцену.
Одразу після відкриття ресурси родовища анонсували на рівні до 170 млрд м3 газу та 220 млн барелів рідких вуглеводнів. Втім, запаси, що передбачалось вилучити за створеним наприкінці 2000-х планом розробки, визначили на рівні 20 млрд м3.
На першому етапі на родовищі встановили одну платформу для розміщення фонтанних арматур WHP-C, розраховану на обслуговування до чотирьох свердловин. Її чотирьохопорну основу («джекет») вагою 1200 тонн відбуксирували в район з глибиною моря 56 метрів на баржі VSP‐05, яка й провела спуск конструкції. «Джекет» закріпили палями загальною вагою 1000 тонн та доповнили надбудовою з обладнанням («топсайдом») вагою 1400 тонн. За допомогою підводного трубопроводу завдовжки 19,5 км та діаметром 400 мм платформу під'єднали до Центральної процесингової платформи введеного раніше в розробку нафтового родовища Су-Ту-Ванг. Останнє з метою видачі асоційованого газу вже було пов'язане з системою газопроводу Бач Хо. За планом розробки видобуток мав стартувати з рівня у 1,3 млн м3 газу та 7 тисяч барелів конденсату на добу.
Після кількох років дослідно-промислової експлуатації розпочали першу фазу основного етапу (Full Field Development Project Phase 1, STTFFD-P1). Вона передбачала встановлення двох платформ — компресорної ST-PIP та житлової. На цьому етапі компрессорне обладнання потрібне для зворотного закачування підготованого газу в поклад, що мало за мету максимізувати вилучення конденсату. Для реалізації цієї схеми ресайклінгу було необхідно пробурити дві нові нагнітальні свердловини з платформи ST-PIP та перевести в режим нагнітання дві під'єднані до WHP-C. В результаті із 4,2 млн м3 щоденного видобутку лише 1,4 млн м3 призначалось для подачі до експортного трубопроводу, тоді як дві третини повинні були закачуватись назад. Це одночасно дозволяло виробляти 13 тисяч барелів конденсату на добу.
Житлова платформа, з'єднана з компресорним містком, забезпечує проживання 60 осіб персоналу. Конструкції обох платформ, загальна вага яких сягала 13 тисяч тонн, відправили з корабельні на баржах у серпні 2016-го, після чого їх змонтували з залученням судна Aegir. Хоча останнє передусім вирізнялось здатністю провадити роботи на ультраглибоководних об'єктах, проте воно також мало потужне кранове обладнання і якраз перебувало в регіоні по завершенні облаштування австралійського газового родовища Іхтіс (сировинна база Іхтіс ЗПГ) та закріплення платформи на малазійському родовищі Малікай (неподалік від Су-Ту-Транг біля узбережжя Калімантану).
У 2017 році оголосили про затвердження плану другої фази основного етапу, яка має тривати з 2020 по 2035 рік. Вона буде зорієнтована на розробку газових запасів з доведенням випуску товарної продукції до 1,5 млрд м3 на рік. Для видачі цього об'єму запланована до спорудження друга черга газопроводу Нам Кон Сон 2.
Розробку родовища здійснює Cuu Long Joint Operating Co (CLJOC), яка належить національній Viet Nam Oil and Gas Corporation (50 %, через PetroVietnam Exploration) та чотирьом іноземним інвесторам — американській ConocoPhillips (23,25 %), південнокорейським Korean National Oil Corporation (14,25 %) і SK Corp (9 %) та французькій Geopetrol (3,5 %).